# Ottawa City Hockey League
Ottawa City Hockey League (kratica OCHL) je bila amaterska hokejska liga z mladinskimi, vmesnimi in članskimi amaterskimi moštvi iz Ottawe, Ontario. Liga ima svoj izvor v letu 1890. Ligo se danes obravnava kot drugo najstarejšo hokejsko ligo v Kanadi. Liga je delovala do 1944, ko je razpadla, njena moštva pa so se pridružila ligi Quebec Senior Hockey League ali ostalim amaterskim organizacijam. Danes hokej na ledu v okrožju upravlja Ottawa District Hockey Association (ODHA).

## Zgodovina
Liga je bila ustanovljena leta 1890, organizirala jo je Ottawa Hockey Association (Ottawa HA) z namenom organizacije tekem v mestu Ottawa. Prvi člani lige so bili klubi Ottawa Hockey Club (v lasti Ottawa HA), Rideau Skating Club, Dey's Rink, Ottawa College in Gladstone Rink. Prvi prvak je postalo moštvo Ottawa Hockey Club. Leta 1894 je Ottawa Hockey Club izstopil iz Ontario Hockey Association (OHA) in odtlej je vzhodni Ontario deloval ločeno od OHA, ki organizira amaterski hokej na ledu za preostali Ontario. 
V 1890. letih se je v Ottawi pojavila konkurenčna organizacija z imenom »Capital Hockey Association« (Capital HA), ki je pripomogla k ustanovitvi lige Central Canada Hockey Association (CCHA). Podobno kot Ottawa HA je namestila klub v svojo ligo. Prvak Capital HA, klub Ottawa Capitals, je leta 1897 izzval Stanleyjev pokal. Capitalsi so prvo tekmo izgubili z 2-15 in opustili svoj izziv. Kljub neuspehu se je leta 1898 Capital HA poskusila pridružiti članski amaterski ligi Amateur Hockey Association of Canada (AHAC), katere član je bil tudi klub Ottawa HC. Naposled je Ottawa HA skupaj z moštvi iz Montreala zapustila ligo AHAC in ustanovila ligo Canadian Amateur Hockey League (CAHL). 
Leta 1914 je nastala organizacija Canadian Amateur Hockey Association (CAHA). Hokejske zveze iz Ottawe so take padle pod zvezo Quebec Amateur Hockey Association. Poskusi vzpostavitve organizacije, ločene od QAHA, so se vršili nekaj let. Leta 1919 so se morala po odloku CAHA moštva konkurenčne Capital HA lige pridružiti ligi Ottawa City League, s čimer se je zaključil spor, ki je povzročil razpad lige AHAC leta 1898. Liga OCHL je postala edina članska amaterska liga v okrožju, obenem pa je CCHA razpadla. Leta 1920 je nastala organizacija Ottawa District Hockey Association (ODHA), ki je vodila hokej na ledu v Ottawi. Leta 1921 je bilo organizaciji ODHA odobreno članstvo v CAHA. Liga OCHL je nadaljevala z delovanjem kot članska amaterska liga Ottawe in okrožja. 
Med drugo svetovno vojno je liga dopustila vstop vojaških klubov, ki so jih tvorili vojaki, nastanjeni v Ottawi. Ta začasna moštva, ki so vsebovala NHL igralce, so vstopila v prvenstvo in osvojila številne Pokale Allan. Za moštvo Ottawa RCAF Flyers je igrala znamenita linija 'Kraut Line' moštva Boston Bruins, ki je nato tudi osvojila Pokal Allan. To je bil zadnji vrh lige OCHL, ki je po vojni razpadla, liga pa je bila reorganizirana pod nadzorstvom ODHA. 
V ligi so igrali mnogi NHL igralci, med drugim Punch Broadbent, King Clancy, Bill Cowley, Syd Howe, Aurel Joliat, Frank McGee, Ken Reardon in Milt Schmidt.

## Članski amaterski prvaki
1889–90  Ottawa HC

1895–96  Aberdeens

1917–18  Imperial Munitions

1918–19  St. Brigids

1919–20  Munitions

1920–21  Gunners

1921–22  Montagnards

1922–23  St. Patricks College

1923–24  Montagnards

1924–25  LaSalle College

1925–26  Gunners

1926–27  New Edinburgh

1927–28  Montagnards

1928–29  Shamrocks

1929–30  Shamrocks

1930–31  Rideaus

1931–32  Shamrocks

1932–33  Rideaus

1933–34  New Edinburgh

1934–35  Canadiens

1935–36  Brockville Magedomas

1936–37  Hull Volants

1937–38  Cornwall Flyers

1938–39  Hull Volants

1939–40  Hull Volants

1940–41  Hull Volants

1941–42  RCAF Flyers

1942–43  RCAF Flyers

1943–44  Hull Volants

1944–45  Hull Volants

1954–55  RCAF Flyers

## Mladinski prvaki
1927–28  Gunners

1928–29  Shamrocks

1929–30  Rideaus

1930–31  Primrose

1931–32  Primrose

1932–33  Shamrocks

1933–34  Shamrocks

1934–35  Rideaus

1935–36  Univ. of Ottawa

1936–37  Rideaus

1937–38  Primrose

1938–39  Hull Volants

1939–40  New Edinburgh

1940–41  Canadiens

1941–42  Univ. of Ottawa

1942–43  New Edinburgh

1943–44  St. Patricks College

1944–45  Montagnards

1945–46  St. Patricks College

1946–47  St. Patricks College

1947–48  Senators

1948–49  St. Patricks College

1949–50  St. Patricks College

1950–51  Eastview-St. Charles

1951–52  Eastview-St. Charles

1952–53  Eastview-St. Charles

1953–54  Eastview-St. Charles

1954–55  Shamrocks

1955–56  Shamrocks

1956–57  Shamrocks

## Delni seznam klubov
- Hull Volants
- Ottawa Army
- Ottawa Capitals
- Ottawa Commandos
- Ottawa Emmetts
- Ottawa Gladstones
- Ottawa Gunners -- finalist Memorial Cupa 1928
- Ottawa New Edinburghs
- Ottawa Primrose -- finalist Memorial Cupa 1931
- Ottawa RCAF Flyers
- Ottawa Rideaus
- Ottawa Seconds
- Ottawa Senators (mladinci)
- Ottawa Shamrocks
- Ottawa St Brigid's
- Ottawa Stewartons
- Ottawa Transport